# 1.ª Asamblea Legislativa de Puerto Rico
La 1.ª Asamblea Legislativa de Puerto Rico fue la primera reunión del Poder Legislativo creada por la Presidente, integrada por el Consejo Ejecutivo, no elegido por el pueblo pero por el gobernador, y la Cámara de Delegados, que comenzó sesiones el 3 de diciembre de 1900 y concluyó el 1 de marzo de 1902.

## Composición
La Asamblea Legislativa de Puerto Rico, según la Ley Foraker, estaba compuesta por el Consejo Ejecutivo y la Cámara de Delegados.

#### Consejo Ejecutivo
El Consejo Ejecutivo estaba integrado por cinco miembros nativos de Puerto Rico que eran nombrados por el Presidente de los Estados Unidos con el consentimiento del Senado. Los miembros del Consejo Ejecutivo, entre ellos abogados, tenían a su cargo los poderes que actualmente le corresponden al Senado. Luego de su nombramiento, servían durante cuatro años junto al gobernador escogido por el presidente.

#### Cámara de Delegados
La Cámara de Delegados estaba compuesta por treinta y cinco miembros elegidos por el pueblo de Puerto Rico y que debían ser residentes de buena fe. Estos primeros miembros electos fueron: 
| - Distrito de San Juan: Manuel F. Rossy, Luis Sánchez Morales, Manuel Egozcue, Gabriel Ferrer y Hernández y Santiago Veve Calzada. - Distrito de Ponce: Francisco Parra Capó, Pedro Juan Besosa, Ulpiano R. Colón, Pedro Juan Rosaly y Pedro Arroyo. - Distrito de Mayagüez: Francisco Mariano Quiñones, Pascasio Fajardo, Frederick Cornwell, Ignacio Seín y Roberto H. Todd - Distrito de Guayama: Manuel Rodríguez Serra, José Tous Soto, Carlos Blondet, Pedro María Descartes y Tomás Carrión Maduro. - Distrito de Arecibo: Luis Amadeo, Félix Santoni, Cayetano Coll y Toste, Angel Mattey y Manuel Zeno Gandía. | - Distrito de Aguadilla: Luis A. Terregrosa, Manuel V. Domenech, Aurelio Méndez Martínez, Francisco Mejías y Pedro S. Vivoni. - Distrito de Humacao: Leandro Aponte, José Antonio Veve, Antonio Zechini, Eduardo Lugo Viña y Felipe Serrano |